# Serra dels Llancers
La Serra dels Llancers és una serra situada al municipis de la Vall d'en Bas a la comarca de la Garrotxa i el de Sant Pere de Torelló a la comarca d'Osona, amb una elevació màxima de 1.281 metres.